# Cerro Chirripó
El Cerro Chirripó es el nombre del punto más alto de Costa Rica, que forma parte del Parque Nacional Chirripó.
El macizo se ubica en la zona limítrofe entre los cantones de Pérez Zeledón (San José), Turrialba (Cartago), Limón y Talamanca (Limón). Su cumbre es un vértice en el cual convergen los límites provinciales de San José, Cartago y Limón, como provincias; así como los cantones Pérez Zeledón, Turrialba, Limón y Talamanca y los distritos Rivas, Chirripó, Valle La Estrella y Telire.
Dicha cumbre está a 3822,64 metros sobre el nivel del mar, según datos del Instituto Geográfico Nacional (IGN), publicados en el Sistema Nacional de Información Territorial (SNIT) a escala 1:25000; siendo la montaña más conocida de la cordillera de Talamanca y una de las más altas de América Central.  
Ofrece al visitante paisajes que en ninguna otra parte del país se puede apreciar, incluidos los lagos de origen glaciar. Desde su cumbre, en días despejados es posible apreciar el océano Pacífico y el mar Caribe mirando hacia el suroeste o el noreste respectivamente; además se puede apreciar 3/4 partes del país y territorios panameños. En su punto más alto se observan planicies, puntas escarpadas, lagos de origen glaciar, bosques y gran variedad de naturaleza. 
Es el pico n.° 38 de los de mayor prominencia topográfica del mundo y uno de los 1500 más altos del mundo.
La única forma de llegar hasta este punto es mediante una caminata de montaña de aproximadamente 20 kilómetros, la cual suele realizarse en dos etapas.
La primera etapa consiste en un ascenso hasta los 3400 metros sobre el nivel del mar, con una duración aproximada de entre 6 y 7 horas. En ese punto se ubica el Refugio El Páramo, que cuenta con servicios básicos como electricidad regulada, agua potable (no temperada), utensilios de cocina, dos computadoras con conexión limitada a internet y capacidad para alojar a unas 80 personas.
La segunda etapa se lleva a cabo usualmente al día siguiente, con una caminata de 5 kilómetros de intensidad moderada, que toma entre 2 y 3 horas.

## Características

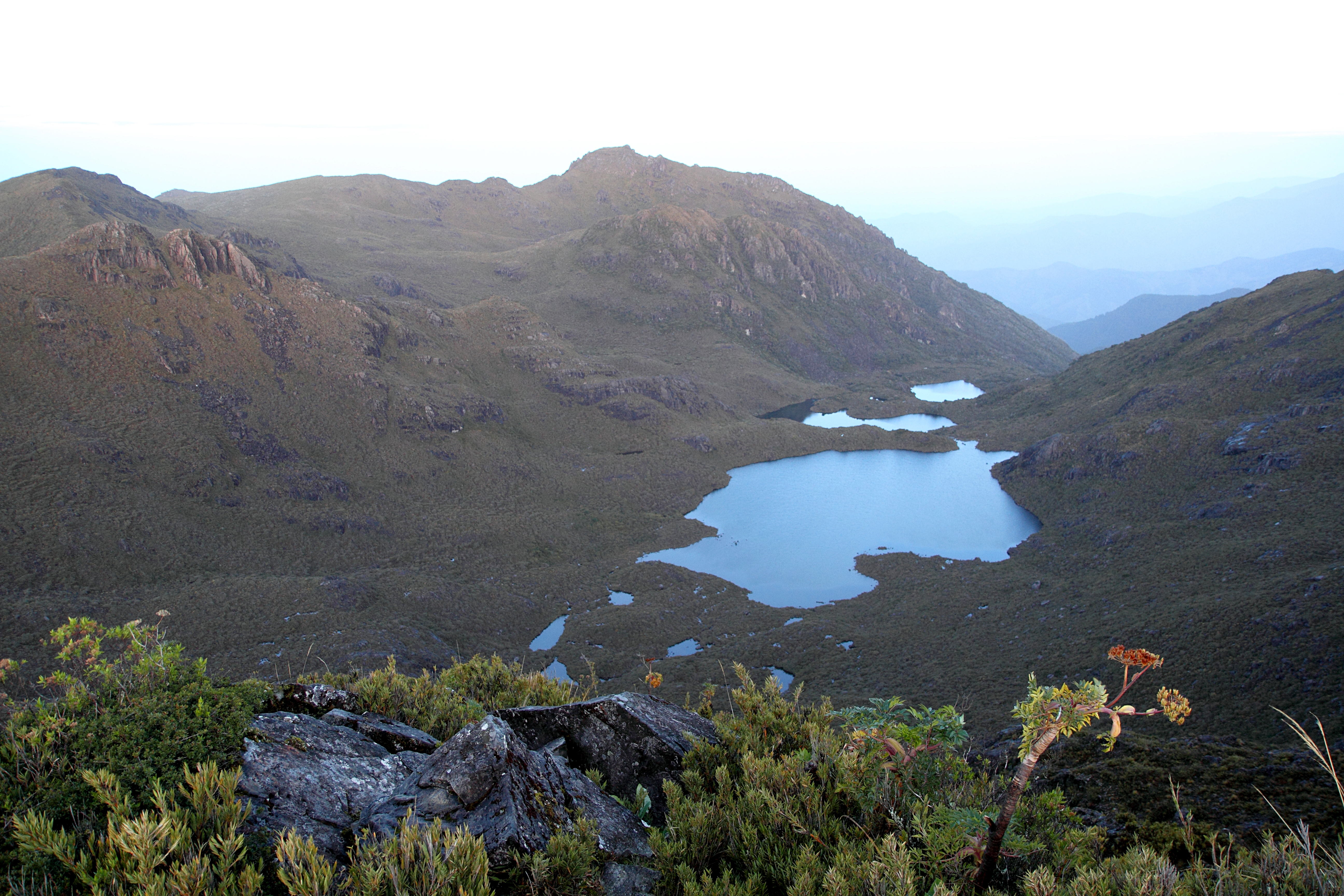
Vista de los Lagos del Chirripó desde la cumbre.

- Con el cielo despejado, pueden apreciarse tanto el mar Caribe como el océano Pacífico desde su cumbre.

- El parque ha sufrido dos incendios, causados por la mano del hombre, los cuales han hecho mucho daño al bosque de la zona. Actualmente estos bosques se encuentran en recuperación natural.

- Todos los años se realiza una carrera montaña arriba, en la que los mejores competidores terminan la ruta hasta un albergue en 2 horas.

- La temperatura mínima que se ha registrado es de -9 °C. Durante el invierno en el hemisferio norte las temperaturas pueden caer a -5 °C.

## Enlaces externos

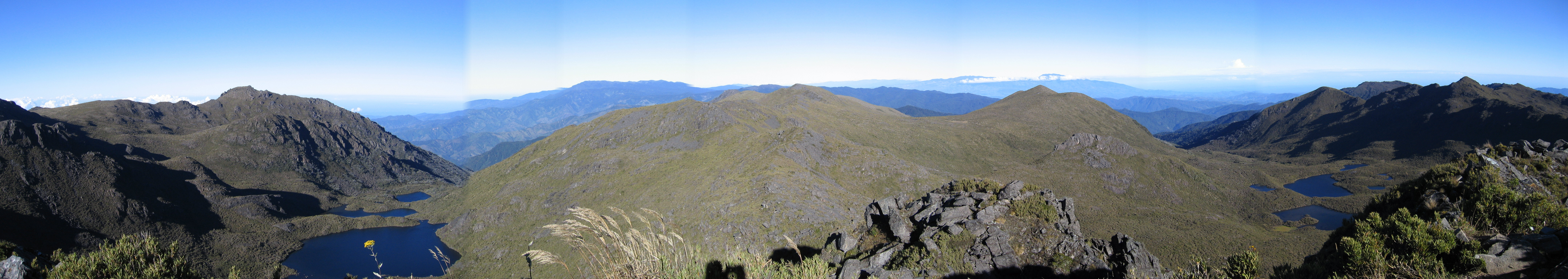
Panorámica